# Yoanka González
Yoanka González Pérez (Villa Clara, 9 januari 1976) is een Cubaanse wielrenster. In 2003 won Gonzalez een gouden medaille op de wegwedstrijd tijdens de Pan-Amerikaanse Spelen. Een jaar later won ze de Wereldtitel op de scratch. Gonzalez nam deel aan de Olympische Spelen van 2004 en aan de Spelen van 2008. Tijdens de Spelen van 2008 in Peking won ze de zilveren medaille op de Puntenkoers achter Marianne Vos.

## Palmares

### Baanwielrennen
2003
- Wereldkampioenschap puntenkoers

2004
- Wereldkampioenschap scratch
- 9e Olympische Spelen puntenkoers

2005
- 1e Wereldbeker Moskou Scratch

2007
- 1e Wereldbeker Manchester puntenkoers
- Pan-Amerikaanse kampioenschappen

2008
- Olympische Spelen puntenkoers

2011
- Pan-Amerikaanse Spelen ploegenachtervolging (met Yudelmis Dominguez Masague en Dalila Rodriguez Hernandez)

### Wegwielrennen
1999
- Pan-Amerikaanse Spelen wegrit

2001
- Cubaanskampioenschap tijdrijden
- Cubaanskampioenschap op de weg

2003
- Pan-Amerikaanse Spelen wegrit

2005
- Cubaanskampioenschap tijdrijden

2006
- Cubaanskampioenschap op de weg

2011
- Pan-Amerikaanse Spelen wegrit